# 第三代薩默塞特公爵亨利·博福特
亨利·博福特（英語：Henry Beaufort，1436年1月26日—1464年5月15日），第三代薩默塞特公爵，博福特家族成員。
亨利·博福特的父親的第二代公爵埃德蒙·博福特，母親是埃莉諾·博尚。玫瑰戰爭期間，亨利·博福特是一名蘭卡斯特軍官。他的私生子查爾斯·薩默塞特於1514年成為第一代沃爾斯特伯爵，是日後歷代博福特公爵的祖先。
亨利败亡后，其弟埃德蒙自称袭爵为第四代萨默塞特公爵，但不被约克王朝承认。